# Persona 5: The Phantom X
Persona 5: The Phantom X (кит. спр. 女神异闻录：夜幕魅影, піньїнь: Nǚshén Yìwénlù: Yèmù Mèiyǐng, буквально «Казка богині: Привид ночі»; укр. Персона 5: Привид Х) — рольова відеогра, розроблена Perfect World Games. Загалом, це спіноф у рамках серії відеоігор Persona, створеної Atlus, яка є частиною франшизи Megami Tensei, та спіноф Persona 5 зокрема. У розробці Persona 5: The Phantom X брали участь деякі розробники з оригінальної гри: Кадзухіса Вада, Шіґенорі Соеджіма, Рьота Кодзука тощо.

## Сетинг
Події Persona 5: The Phantom X розгортаються у сучасному Токіо, Японія, навколо людей, що володіють Персонами, — так само як і в Persona 5 (2016), які називають себе Примарними крадіями сердець.

## Ігровий процес
Гра змішує елементи соціального симулятора (головний герой витрачає вільний час на те, щоб будувати стосунки з персонажами) та дослідження підземель (мандри в альтернативному світі, що зветься Метавсесвіт, та битви з ворогами в ньому).

## Розробка
Perfect World Games вперше анонсувала проєкт трейлером 13 квітня 2021 року. Під назвою Code Name: X, було заявлено, що це перша мобільна частина «відомої японської серії консольних ігор», яка розійшлася накладом понад 10 мільйонів копій по всьому світу. Відзначалося, що відзнятий матеріал за естетикою та музикою нагадує Persona 5, але зв'язок із серією Persona не був офіційно підтверджений. Пізніше зв'язок був виявлений через назви файлів зображень на вебсайті та двійковий код в кінці трейлера, який був перекладений як Persona 5X.
Persona 5: The Phantom X була розроблена Black Wings Game Studio, дочірньою компанією Perfect World, під наглядом розробника серії P-Studio (Atlus) та їхньої материнської компанії Sega.

### Випуск
Гра була офіційно представлена для Android та iOS 16 березня 2023 року під японською назвою Persona 5: The Phantom X. Perfect World оголосила, що вони будуть поширювати та керувати грою в Китаї, але про плани випуску в інших регіонах не згадувалося.
Перший невеликий закритий бета-тест під назвою «Тест на проникнення» був проведений незабаром після оголошення з 29 по 31 березня 2023 року. Хоча Perfect World на той час не анонсувала версію для ПК, бета-версія була також доступна для Windows. Другий, «Пробуджувальний тест», тривав з 18 по 31 серпня 2023 року. Останній закритий бета-тест, «Тест на викрадання сердець», проходив з 16 по 30 січня 2024 року.
Відкрите бета-тестування розпочалося 12 квітня 2024 року в материковому Китаї, а офіційний запуск відбувся 18 квітня 2024 року в Тайвані, Гонконгу, Макао та Південній Кореї.
У рамках презентації на Tokyo Game Show у вересні 2024 року компанія Atlus оголосила, що випустить Persona 5: The Phantom X в Японії. Гра буде доступна для Android, iOS, Steam та Google Play Ігри. Закрите бета-тестування проходило з 29 листопада по 5 грудня.